# Динамо (волейбольный клуб, Москва)
«Динамо» (Москва) — советский и российский мужской волейбольный клуб. Основан в 1926 году, также носил названия «Динамо» Московская область (1977—1994) и «Динамо-МГФСО-Олимп» Москва (2000—2002). Основные цвета: бело-голубые.

## История

### Советский период
Историю волейбольной команды общества «Динамо» принято отсчитывать со времени первого официального соревнования с её участием — первенства Москвы, состоявшегося в ноябре 1926 года. В этом турнире также играли команды Советских и торговых служащих (СТС), учащихся ГТК («Трёхгорка»), печатников («Искра») и профсоюза сахарников. Известно, что чемпионами в клубном зачёте стали волейболисты СТС, а первая команда «Динамо» проиграла «Трёхгорке», но выиграла у «Искры» и «Сахарников».
Также известно, что до 1937 года как минимум дважды динамовцы становились чемпионами Москвы — в осенне-зимнем первенстве 1929 года среди первых команд и в осеннем первенстве 1931 года в клубном зачёте. Ведущими игроками коллектива были универсальные спортсмены Степан Спандарян, Константин Травин (впоследствии — заслуженные мастера спорта по баскетболу) и Алексей Пономарёв, наибольших успехов добившийся в футболе. В 1937 году, когда эти игроки сделали выбор в пользу других видов спорта, «Динамо» на время прекратило выступления в первенствах Москвы.
В январе 1940 года «Динамо» вернулось в число участников первенства Москвы и заняло первое место в турнире второй группы, но неудачно выступило в отборочных соревнованиях к чемпионату СССР. Во время Великой Отечественной войны динамовцы продолжали участвовать в первенстве и Кубке Москвы, летом 1944 года стали победителями Кубка столицы, одолев в решающем матче «Локомотив» — 2:1.
В октябре 1945 года в Дзауджикау волейболисты «Динамо» впервые принимали участие в чемпионате СССР. Наиболее упорным поединком, фактически решившим исход чемпионата, стал матч с «Локомотивом», в котором «Динамо» добилось победы со счётом 2:1. Выиграв все остальные встречи, команда, руководимая Николаем Бендеровым, заняла первое место.
В 1946 году к команде присоединился один из прежних лидеров «Локомотива» Владимир Щагин. По его воспоминаниям, в период подготовки к чемпионату волейболисты «Динамо» разрабатывали на тренировках новые тактические схемы, из которых наиболее действенными оказались выход игрока с задней линии к сетке для передачи мяча и двойной блок. В Одессе на финальном турнире шести команд динамовцы выиграли все матчи и во второй раз подряд стали чемпионами СССР.
Победами «Динамо» завершились и два следующих чемпионата, состоявшиеся в сентябре 1947 года в Грозном и в августе 1948 года в Харькове. Большие проблемы соперникам столичного коллектива доставляли стремительные атаки Алексея Якушева с коротких низких передач Владимира Щагина и комбинация «прострел», когда Якушев, делая вид, что собирается атаковать, внезапно сильно передавал мяч Анатолию Седову.
В 1949 году в Праге волейболисты «Динамо» Владимир Васильчиков, Валентин Китаев, Владимир Щагин и Алексей Якушев в составе сборной СССР стали победителями первого чемпионата мира. В 1952 году звание чемпионов мира завоевали Владимир Щагин, Алексей Якушев и Герман Смольянинов.
Пятый и последний титул чемпиона Советского Союза «Динамо» выиграло в 1951 году в Тбилиси. В 1950—1952 годах москвичи также владели Кубком СССР. В 1958 году под руководством Владимира Щагина динамовцы были близки к очередной победе в чемпионате, набрав одинаковое количество очков с ЦСК МО, но уступили армейцам в дополнительном матче за звание чемпиона СССР. Снова на пьедестале команда оказалась в 1965 году, когда её состав усилил олимпийский чемпион Важа Качарава.
В сезоне 1968/69 годов «Динамо» заняло последнее место в чемпионате СССР и опустилось в низшую лигу — II группу класса «А». По итогам чемпионата 1973 года команда завоевала право вернуться в дивизион сильнейших. В 1977 году она была передана в московский областной совет «Динамо» и сменила название на «Динамо» (Московская область).
В конце 1970-х годов под руководством Юрия Фураева, а с 1983 года — Виктора Радина подмосковное «Динамо» вернулось в число соискателей наград всесоюзных и международных соревнований: в период с 1980 по 1989 год динамовцы завоевали четыре серебра и три бронзы чемпионатов СССР, в 1985 году выиграли Кубок обладателей кубков. Одним из сильнейших игроков подмосковного клуба являлся нападающий Владимир Шкурихин, своеобразие которого, по словам Вячеслава Платонова, заключалось «в сочетании мощности, резкости с мягкостью, пластичностью, во владении амплуа как чистого нападающего, так и разыгрывающего». В 1983 году за «Динамо» дебютировал связующий Евгений Красильников. В 1988 году Шкурихин, Красильников и Ярослав Антонов, карьера которого также начиналась в «Динамо», в составе сборной СССР стали серебряными призёрами Олимпийских игр в Сеуле.

### Российский период
В 1992 и 1993 годах «Динамо» под руководством Виктора Радина стало бронзовым призёром чемпионатов России, в 1994 году заняло 6-е место, после чего временно прекратило своё существование.
В 1996 году Виктор Радин возглавил команду МГФСО, на базе которой впоследствии было возрождено московское «Динамо». В сезоне-1997/98 команда выиграла турнир первой лиги, а спустя три года «Динамо-МГФСО-Олимп» стало победителем высшей лиги «А» и завоевало право играть среди сильнейших коллективов России.
В 2002 году, дебютном в Суперлиге, подопечные Виктора Радина выиграли бронзовые медали. Большую роль в столь успешном выступлении сыграли новобранцы коллектива Сергей Ермишин, Сергей Орленко и воспитанник МГФСО Павел Абрамов. В сезоне-2002/03 динамовцам немного не хватило для того, чтобы снова попасть в призёры — несмотря на 20-матчевую победную серию, «бело-голубые» в проводившемся по круговой системе чемпионате отстали на 2 очка от занявшего третье место «УЭМ-Изумруда».
Летом 2003 года под началом нового главного тренера, Юрия Сапеги, «Динамо» проделало впечатляющую селекционную работу, подписав контракты с капитаном сборной Франции Домиником Дакеном, олимпийским чемпионом и капитаном сборной Сербии и Черногории Владимиром Грбичем, вернув из зарубежных чемпионатов Семёна Полтавского и Константина Ушакова, призвав под свои знамёна прежних лидеров МГТУ Максима Терёшина, Тараса Хтея и Андрея Ащева, а также Евгения Митькова из казанского «Динамо» и Артёма Ермакова из «Самотлора». Финальные матчи Кубка и чемпионата России, в которых москвичи соперничали с «Локомотивом-Белогорьем», стали ярчайшими событиями сезона, успех в которых всё же сопутствовал белгородцам. В Кубке CEV москвичи, как и годом ранее, дошли до четвертьфинала, где лишь по соотношению набранных и проигранных очков в двухматчевом противостоянии уступили итальянской «Пьяченце».
Перед началом сезона-2004/05 «Динамо» усилилось обоими основными блокирующими «Локомотива-Белогорья» — Андреем Егорчевым и Алексеем Кулешовым, вернуло из Италии Станислава Динейкина, пополнило ряды молодыми волейболистами Павлом Зайцевым и Юрием Бережко. Вместо Владимира Грбича в команду в декабре 2004 года пришёл кубинец Энри Бель. Новым главным тренером столичных волейболистов стал прежде работавший в Белгороде Борис Колчин, которого по ходу чемпионата сменил Владимир Алекно. В финальном матче Кубка России «Динамо» ничего не смогло противопоставить показавшим феноменальный волейбол казанским одноклубникам, в «раунде двенадцати» Лиги чемпионов и финальной серии чемпионата России уступило «Локомотиву-Белогорью».
В межсезонье 2005 года московский клуб поменял легионеров, пригласив в команду француза Юбера Энно и болгарина Матея Казийски, а помощником Владимира Алекно стал болгарский тренер Радостин Стойчев. В состав вернулись ранее уже выступавшие за «Динамо» Александр Волков и Сергей Макаров, покинули команду Артём Ермаков, Евгений Митьков, Максим Терёшин, Константин Ушаков и Тарас Хтей. В Кубке России и Лиге чемпионов динамовцы заняли 4-е место, а в финальной серии Суперлиги в третий раз подряд соперничали с «Локомотивом-Белогорьем». Как и в двух предыдущих сезонах, для определения победителя сильнейшим командам страны потребовалось провести полноценную пятиматчевую серию. 13 мая 2006 года, одержав в заключительной встрече победу со счётом 3:1, «Динамо» завоевало золотые медали чемпионата России.
Сезон 2006/07 годов был ознаменован для «Динамо» первой победой в Кубке России и неудачей в «Финале четырёх» Лиги чемпионов, проходившем в новом дворце спорта на Ходынском поле. В полуфинале этого турнира динамовцы уступили французскому «Туру» (бывшей команде Владимира Алекно, с марта 2007 года также возглавлявшего сборную России) и были вынуждены довольствоваться третьим местом. Лучшим игроком чемпионата России стал динамовец Матей Казийски, вместе с которым в команде в том сезоне выступал его соотечественник Теодор Салпаров. Уверенно влились в состав молодые игроки Алексей Остапенко и Сергей Гранкин. В финальной серии чемпионата России, снова состоявшей из пяти матчей, москвичи уступили казанскому «Динамо-Таттрансгаз», лидерами которого были бывшие игроки «Белогорья» Сергей Тетюхин, Александр Косарев, а также выступавший в прошлом сезоне за московский клуб Андрей Егорчев.
Перед началом сезона-2007/08 Владимира Алекно в должности главного тренера «Динамо» сменил авторитетный итальянский специалист Даниэле Баньоли, второй тренер столичной команды Радостин Стойчев перешёл в итальянский «Трентино», взяв с собой Матея Казийски, заменить которого был призван игрок сборной Италии Матей Чернич. Баньоли проработал в «Динамо» на протяжении двух лет, выиграв в 2008 году чемпионат и Кубок страны, однако в обоих сезонах команда крайне неудачно выступала в Лиге чемпионов, выбывая из борьбы за трофей после первой стадии плей-офф. В чемпионате России-2008/09 динамовцы заняли 4-е место, впервые с 2003 года не попав в призёры.
В июле 2009 года ушедшего в сборную России Даниэле Баньоли сменил на посту главного тренера Павел Борщ, однако вследствие нестабильной игры «бело-голубых» на старте сезона-2009/10 произошла новая тренерская рокировка и осенью 2009 года у руля «Динамо» встал Юрий Чередник, ранее работавший со второй командой. Главным достижением сезона стал выход в «Финал четырёх» Лиги чемпионов в Лодзи, где динамовцы одержали победу над польской «Скрой», поддерживаемой 15 тысячами местных болельщиков. В главном матче турнира подопечные Чередника не смогли справиться с главным фаворитом — итальянским «Трентино».
Летом 2010 года «Динамо» покинули многолетние лидеры команды — перебравшийся в «Ярославич» Семён Полтавский и отправившиеся в Италию Юрий Бережко и Александр Волков, в компанию к олимпийскому чемпиону бразильцу Данте, выступавшему за «Динамо» с 2008 года, добавился венгерский доигровщик Петер Вереш. Динамовцы впервые приняли участие в розыгрыше клубного чемпионата мира, но лавров не снискали, не сумев выйти даже в полуфинал. Весной 2011 года «бело-голубые» проиграли казанскому «Зениту» в полуфинале Лиги чемпионов и финальной серии чемпионата России.
В сезоне-2011/12 динамовцы добились долгожданной победы на евроарене — в финальных матчах Кубка Европейской конфедерации волейбола была обыграна польская «Ресовия». Финальную серию чемпионата России «бело-голубые» второй год подряд проиграли казанскому «Зениту». В августе 2012 года капитан «Динамо» Сергей Гранкин в составе сборной России завоевал золотую медаль на Олимпийских играх в Лондоне.
В межсезонье 2012 года «Динамо» покинули самый ценный игрок победного финала Кубка ЕКВ Николай Павлов и Алексей Остапенко, но снова надел майку клуба Семён Полтавский. Руководство московского клуба также подписало контракт с лидером сборной Польши Бартошем Куреком. Однако с самого начала сезона лидеров клуба начали преследовать травмы — один за другим из состава выбывали Бартош Курек, Семён Полтавский, Петер Вереш, Павел Круглов. Следствием этого стала нестабильность и непредсказуемость результатов «Динамо». В домашнем матче «раунда двенадцати» Лиги чемпионов «бело-голубые» одержали трудовую победу над «Трентино», а после поражения в ответном матче добились успеха в золотом сете, выбив итальянского гранда из турнира. Однако в борьбе за выход в «Финал четырёх» подопечные Юрия Чередника ничего не смогли противопоставить победителю предыдущего турнира сильнейших команд Европы — казанскому «Зениту». К началу плей-офф чемпионата России лазарет «Динамо» опустел, но команда не смогла подойти в оптимальной готовности к матчам 1/8 финала с «Белогорьем». В апреле 2013 года, после проигрыша серии белгородской команде, Юрий Чередник покинул пост главного тренера «Динамо». В июне столичный клуб подписал контракт с экс-наставником краснодарского «Динамо» Юрием Маричевым, с 2013 года также возглавлявшим женскую сборную России.
Под руководством Юрия Маричева динамовцы в сезоне-2013/14 предстали значительно обновлённой командой, заявившей о готовности вернуться на лидирующие позиции в российском волейболе. Наиболее заметными приобретениями «Динамо» стали доигровщик Денис Бирюков, центральный блокирующий из США Максвелл Холт, либеро Артём Ермаков и Алексей Обмочаев, связующий Игорь Колодинский. «Бело-голубые» выиграли серебряные медали Кубка России, а в национальном чемпионате заняли 4-е место. Летом 2014 года в «Динамо» вернулись олимпийский чемпион Юрий Бережко и молодой связующий Павел Панков, заметным событием стало подписание контракта с диагональным сборной Италии Иваном Зайцевым, однако в наступившем сезоне травмы помешали ему в полной мере раскрыться в новой команде. В апреле 2015 года динамовцы второй раз в своей истории завоевали Кубок Европейской конфедерации волейбола. В финальном противостоянии с «Трентино» подопечные Юрия Маричева после победы на выезде — 3:1 с таким же счётом уступили в драматичном домашнем матче, но взяли золотой сет. В чемпионате России москвичи спустя три года вернулись на пьедестал, став бронзовыми призёрами.
1 мая 2015 года было объявлено об отставке Юрия Маричева и назначении на должность главного тренера «Динамо» Олега Антонова, при этом в игровом составе команды перед началом сезона не произошло никаких изменений, но по его ходу за нарушение дисциплины был отчислен олимпийский чемпион Алексей Обмочаев, а доигровщик Александр Маркин пропустил много матчей из-за положительного результата теста на мельдоний. «Динамо» заняло второе место в чемпионате России и не смогло повторить прошлогодний успех в Кубке ЕКВ, уступив в полуфинале «Газпрому-Югре».
В сезоне-2016/17 вновь под руководством Юрия Маричева «Динамо» стало серебряным призёром чемпионата страны, но в октябре 2017 года вследствие неудачного старта в новом первенстве Маричева на посту главного тренера сменил Борис Колчин, а немного ранее команду покинул её многолетний капитан и основной связующий Сергей Гранкин. При Колчине бело-голубые существенно выправили своё турнирное положение и в итоге добрались до бронзы. Начало сезона-2018/19 у москвичей вновь не задалось, и в декабре 2018 года очередным наставником команды стал Константин Брянский, вместе с которым из «Новы» перешли сразу три игрока — диагональный Романас Шкулявичус, блокирующий Владимир Съёмщиков и либеро Алексей Кабешов, а вернувшегося в межсезонье Сергея Гранкина заменил поляк Гжегож Паёнк. Глубокая перестройка состава не привела к приемлемому результату — динамовцы заняли лишь 7-е место в Суперлиге. Однако уже в следующем чемпионате, не завершённом из-за распространения COVID-19, московская команда вернулась в лидирующую группу, став 4-й.
Летом 2020 года состав «Динамо» пополнили болгарский диагональный Цветан Соколов, доигровщики Ярослав Подлесных и Антон Сёмышев, блокирующий Вадим Лихошерстов и финский либеро Лаури Керминен. Все новобранцы усилили игру команды, а проводившие в ней не первый год связующий Павел Панков, блокирующий Илья Власов и либеро Евгений Баранов в наступившем сезоне добились значительного прогресса. Динамовцы предстали полностью сбалансированной командой и выиграли чемпионат России, национальный Кубок и Кубок Европейской конфедерации волейбола, причём в финалах всех трёх турниров подопечные Константина Брянского брали верх над петербургским «Зенитом», а с учётом других матчей сезона выиграли у этого соперника 8 из 8 встреч. Самым ценным игроком всех решающих матчей признавался капитан «Динамо» Павел Панков.
Перед стартом сезона-2021/22 «Динамо» точечно усилило позиции доигровщика и центрального блокирующего. Вместо бельгийца Сэма Деру команду пополнил Денис Богдан из «Факела», а ушедшего в «Кузбасс» Владимира Съёмщикова заменил Дмитрий Жук из «Енисея». Команда Константина Брянского защитила звание чемпионов России, выиграв «Финал шести» в Казани. В полуфинальном матче москвичи сломили сопротивление петербургского «Зенита» — 3:1, одержав 14-ю победу подряд над коллективом из Северной столицы, а в финале в пяти партиях победили новосибирский «Локомотив». В финалах двух следующих чемпионатов, на сей раз состоявших из серии матчей, динамовцы уступили казанскому «Зениту».

## Результаты выступлений

### Чемпионат СССР
- 1945 —  1-е место
- 1946 —  1-е место
- 1947 —  1-е место
- 1948 —  1-е место
- 1949 —  3-е место
- 1950 —  2-е место
- 1951 —  1-е место
- 1952 —  2-е место
- 1953 —  2-е место
- 1954 — 8-е место
- 1955 — 4-е место
- 1957 — класс «А», 5-е место
- 1958 — класс «А»,  2-е место
- 1960 — класс «А», 8-е место
- 1961 — класс «А», 11-е место
- 1961/62 — класс «А», 8-е место
- 1965 — класс «А»,  3-е место
- 1966 — класс «А», I группа, 7-е место
- 1968 — класс «А», I группа, 11-е место
- 1968/69 — класс «А», I группа,  12-е место
- 1969/70 — класс «А», II группа, 2-е место
- 1971 — класс «А», II группа, 3-е место
- 1972 — первая группа, 2-е место
- 1973 — первая группа,  1-е место
- 1974 — высшая лига, 9-е место
- 1975 — высшая лига, 10-е место
- 1976 — высшая лига, 10-е место
- 1977 — высшая лига, 8-е место
- 1978 — высшая лига, 8-е место
- 1978/79 — высшая лига, 6-е место
- 1979/80 — высшая лига,  3-е место
- 1980/81 — высшая лига, 5-е место
- 1982 — высшая лига, 5-е место
- 1982/83 — высшая лига,  3-е место
- 1983/84 — высшая лига,  2-е место
- 1984/85 — высшая лига,  2-е место
- 1985/86 — высшая лига,  3-е место
- 1986/87 — высшая лига, 5-е место
- 1987/88 — высшая лига,  2-е место
- 1988/89 — высшая лига,  2-е место
- 1989/90 — высшая лига, 4-е место
- 1990/91 — высшая лига, 4-е место

Открытый чемпионат СНГ
- 1991/92 — высшая лига, 9-е место

### Чемпионат России
- 1992 — высшая лига,  3-е место
- 1992/93 — высшая лига,  3-е место
- 1993/94 — высшая лига, 6-е место
- 2000/01 — высшая лига «А», 1-е место
- 2001/02 — Суперлига,  3-е место
- 2002/03 — Суперлига, 4-е место
- 2003/04 — Суперлига,  2-е место
- 2004/05 — Суперлига,  2-е место
- 2005/06 — Суперлига,  1-е место
- 2006/07 — Суперлига,  2-е место
- 2007/08 — Суперлига,  1-е место
- 2008/09 — Суперлига, 4-е место
- 2009/10 — Суперлига,  3-е место
- 2010/11 — Суперлига,  2-е место
- 2011/12 — Суперлига,  2-е место
- 2012/13 — Суперлига, 9-е место
- 2013/14 — Суперлига, 4-е место
- 2014/15 — Суперлига,  3-е место
- 2015/16 — Суперлига,  2-е место
- 2016/17 — Суперлига,  2-е место
- 2017/18 — Суперлига,  3-е место
- 2018/19 — Суперлига, 7-е место
- 2019/20 — Суперлига, 4-е место
- 2020/21 — Суперлига,  1-е место
- 2021/22 — Суперлига,  1-е место
- 2022/23 — Суперлига,  2-е место
- 2023/24 — Суперлига,  2-е место
- 2024/25 — Суперлига, 5-е место

### Еврокубки
- 1984/85 — Кубок Кубков,  1-е место
- 1985/86 — Кубок Кубков, 4-е место
- 1988/89 — Кубок Кубков, 1/4 финала
- 1989/90 — Кубок Кубков,  2-е место
- 1990/91 — Кубок ЕКВ, 4-е место
- 1991/92 — Кубок ЕКВ, 1/4 финала
- 1992/93 — Кубок ЕКВ,  3-е место
- 1993/94 — Кубок ЕКВ, 1/4 финала
- 2002/03 — Кубок ЕКВ, 1/4 финала
- 2003/04 — Кубок ЕКВ, 1/4 финала
- 2004/05 — Лига чемпионов, раунд двенадцати
- 2005/06 — Лига чемпионов, 4-е место
- 2006/07 — Лига чемпионов,  3-е место
- 2007/08 — Лига чемпионов, раунд двенадцати
- 2008/09 — Лига чемпионов, 1/8 финала
- 2009/10 — Лига чемпионов,  финал
- 2010/11 — Лига чемпионов,  3-е место
- 2011/12 — Кубок ЕКВ,  1-е место
- 2012/13 — Лига чемпионов, раунд шести
- 2014/15 — Кубок ЕКВ,  1-е место
- 2015/16 — Лига чемпионов, 2-е место в группе; Кубок ЕКВ, 1/2 финала
- 2016/17 — Лига чемпионов, раунд шести
- 2017/18 — Лига чемпионов, групповой этап
- 2018/19 — Лига чемпионов, 1/4 финала
- 2020/21 — Кубок ЕКВ,  1-е место
- 2021/22 — Лига чемпионов, 1/4 финала[16]

## Достижения

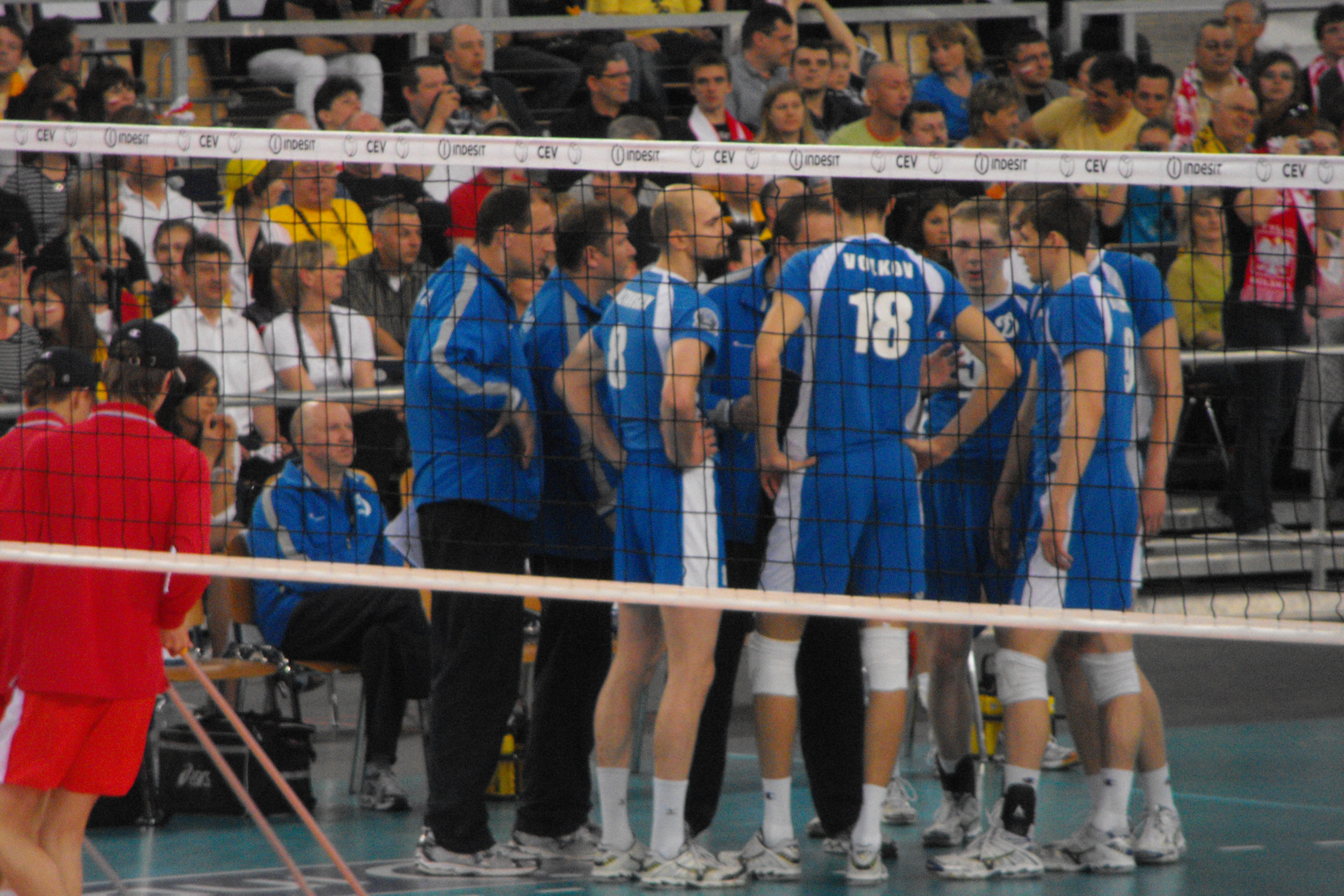
Волейболисты «Динамо» на «Финале четырёх» Лиги чемпионов-2009/10

«Динамо» по состоянию на 28 декабря 2024 года — обладатель 26 трофеев, что ставит его на третье место в списке самых титулованных российских клубов.
 СССР
- 5-кратный чемпион СССР — 1945, 1946, 1947, 1948, 1951.
- Серебряный призёр чемпионатов СССР — 1950, 1952, 1953, 1958, 1983/84, 1984/85, 1987/88, 1988/89.
- Бронзовый призёр чемпионатов СССР — 1949, 1965, 1979/80, 1982/83, 1985/86.
- 3-кратный победитель Кубка СССР — 1950, 1951, 1952.
- Серебряный призёр Кубка СССР — 1978, 1985.
- Бронзовый призёр Кубка СССР — 1974, 1984, 1988, 1989.
- Обладатель Кубка Кубков — 1984/85, финалист — 1989/90.

 Россия
- 4-кратный чемпион России — 2005/06, 2007/08, 2020/21, 2021/22.
- Серебряный призёр чемпионатов России — 2003/04, 2004/05, 2006/07, 2010/11, 2011/12, 2015/16, 2016/17, 2022/23, 2023/24.
- Бронзовый призёр чемпионатов России — 1992, 1992/93, 2001/02, 2009/10, 2014/15, 2017/18.
- 4-кратный победитель Кубка России — 2006, 2008, 2020, 2024.
- Серебряный призёр Кубка России — 2003, 2004, 2007, 2010, 2013, 2021, 2023, 2025.
- Бронзовый призёр Кубка России — 2002, 2009, 2012, 2015.
- 4-кратный обладатель Суперкубка России — 2008, 2009, 2021, 2022.
- Обладатель Кубка Столетия — 2023.
- Обладатель Кубка легенд — 2024.
- Финалист Лиги чемпионов — 2009/10, бронзовый призёр — 2006/07, 2010/11.
- 3-кратный обладатель Кубка CEV — 2011/12, 2014/15, 2020/21, бронзовый призёр — 1992/93.

## Чемпионы страны в составе «Динамо»
- 1945: Константин Акопов, Алексей Артемьев, Ираклий Ахабадзе, Владимир Васильчиков, Вениамин Голомазов, Михаил Крылов, Валентин Филиппов, Алексей Якушев.
- 1946: Константин Акопов, Ираклий Ахабадзе, Владимир Васильчиков, Алексей Силуянов, Валентин Филиппов, Владимир Щагин, Алексей Якушев.
- 1947: Константин Акопов, Алексей Артемьев, Сергей Евсеев, Валентин Китаев, Алексей Силуянов, Владимир Щагин, Алексей Якушев.
- 1948: Владимир Васильчиков, Сергей Евсеев, Анатолий Седов, Алексей Силуянов, Владимир Харитонов, Е. Черенков, Владимир Щагин, Алексей Якушев.
- 1951: А. Ефремов, Валентин Китаев, Б. Кошелкин, Е. Кузьмин, Виктор Мальцман, И. Савкин, Анатолий Седов, П. Трегубов, Владимир Щагин, Алексей Якушев.
- 2006: Юрий Бережко, Максим Ботин, Александр Волков, Станислав Динейкин, Андрей Егорчев, Павел Зайцев, Матей Казийски, Александр Корнеев, Алексей Кулешов, Сергей Макаров, Семён Полтавский, Юбер Энно.
- 2008: Алан, Роман Архипов, Юрий Бережко, Роман Брагин, Александр Волков, Сергей Гранкин, Александр Корнеев, Павел Круглов, Алексей Остапенко, Семён Полтавский, Алексей Самойленко, Матей Чернич.
- 2021: Евгений Баранов, Максим Белогорцев, Илья Власов, Сэм Деру, Семён Дмитриев, Алексей Кабешов, Вадим Лихошерстов, Павел Панков, Ярослав Подлесных, Чеслав Свентицкис, Антон Сёмышев, Цветан Соколов, Владимир Съёмщиков, Романас Шкулявичус.
- 2022: Евгений Баранов, Максим Белогорцев, Денис Богдан, Сергей Бусел, Илья Власов, Семён Дмитриев, Дмитрий Жук, Лаури Керминен, Вадим Лихошерстов, Павел Панков, Ярослав Подлесных, Чеслав Свентицкис, Антон Сёмышев, Цветан Соколов, Романас Шкулявичус.

## Сезон-2024/25

### Переходы
- Пришли: связующий Алексей Кураш («Шахтёр», Беларусь), диагональный Максим Сапожков («Модена», Италия), доигровщик Владислав Полочанин («Марко-ВГТУ», Беларусь), центральный блокирующий Фаннур Каюмов («Динамо-ЛО»).
- Ушли: связующий Чеслав Свентицкис («Нефтяник»), диагональный Романас Шкулявичус («Динамо-Урал»), доигровщик Кирилл Костыленко, центральные блокирующие Михаил Падо («Нова») и Вадим Лихошерстов (завершил карьеру).
- Дозаявлены: либеро Егор Ковалёв («Строитель», Беларусь).

### Состав команды
| №                       | Имя                     | Год рождения            | Рост                    |                         |                         |
| Центральные блокирующие | Центральные блокирующие | Центральные блокирующие | Центральные блокирующие | Центральные блокирующие | Центральные блокирующие |
| ----------------------- | ----------------------- | ----------------------- | ----------------------- | ----------------------- | ----------------------- |
| 2                       | Илья Власов             | 1995                    | 212                     |                         |                         |
| 11                      | Дмитрий Жук             | 1993                    | 210                     |                         |                         |
| 13                      | Максим Белогорцев       | 1996                    | 204                     |                         |                         |
| 17                      | Фаннур Каюмов           | 1999                    | 204                     |                         |                         |
| Связующие               |                         |                         |                         |                         |                         |
| 3                       | Павел Панков            | 1993                    | 198                     |                         |                         |
| 21                      | Алексей Кураш           | 1988                    | 187                     |                         |                         |
| Диагональные            |                         |                         |                         |                         |                         |
| 5                       | Максим Сапожков         | 2000                    | 220                     |                         |                         |
| 19                      | Цветан Соколов          | 1989                    | 206                     |                         |                         |

| №                                                                         | Имя                 | Год рождения | Рост        |             |             |
| Доигровщики                                                               | Доигровщики         | Доигровщики  | Доигровщики | Доигровщики | Доигровщики |
| ------------------------------------------------------------------------- | ------------------- | ------------ | ----------- | ----------- | ----------- |
| 1                                                                         | Ярослав Подлесных   | 1994         | 199         |             |             |
| 9                                                                         | Денис Богдан        | 1996         | 200         |             |             |
| 10                                                                        | Никита Зудин        | 2000         | 203         |             |             |
| 15                                                                        | Владислав Полочанин | 2005         | 197         |             |             |
| 18                                                                        | Антон Сёмышев       | 1997         | 204         |             |             |
| Либеро                                                                    |                     |              |             |             |             |
| 7                                                                         | Евгений Баранов     | 1995         | 183         |             |             |
| 8                                                                         | Егор Ковалёв        | 2001         | 181         |             |             |
| 23                                                                        | Лаури Керминен      | 1993         | 185         |             |             |
| Главный тренер — Константин Брянский Старший тренер — Евгений Петропавлов |                     |              |             |             |             |

## Структура клуба
У клуба, помимо основной команды, имеются:
- молодёжная команда «Динамо-Олимп» (главный тренер — Эдуард Сенин), выступающая в Молодёжной лиге, — чемпион 2012/13, 2016/17 и 2021/22; обладатель Кубка Молодёжной лиги — 2018, 2022;
- пляжная команда «Динамо» (главный тренер — Евгений Ромашкин).

## Арена
Команда проводит домашние матчи на волейбольной арене «Динамо» на улице Василисы Кожиной, 13, вмещающей 3500 зрителей. До начала сезона-2020/21 команда выступала во дворце спорта «Динамо» на улице Лавочкина, 32.